# Virginia Baxter
Virginia Baxter (Detroit, 3 dicembre 1932 – 18 dicembre 2014) è stata una pattinatrice artistica su ghiaccio statunitense, specializzata nel singolo.

## Palmarès
| Evento                            | 1949 | 1950 | 1951 | 1952 |
| --------------------------------- | ---- | ---- | ---- | ---- |
| Giochi olimpici invernali         |      |      |      | 5°   |
| Campionati mondiali               | 7°   | 7°   |      | 3°   |
| North American Championships      | 3°   |      |      |      |
| Campionati nazionali statunitensi | 3°   | 3°   | 3°   |      |